# Arthur's Theme (Best That You Can Do)
"Arthur's Theme (Best That You Can Do)" és una cançó interpretada i coescrita pel cantant i compositor estatunidenc Christopher Cross com a tema principal de la pel·lícula Arthur, el solter d'or de 1981, protagonitzada per Dudley Moore i Liza Minnelli. Va ser reconeguda com la millor cançó original de l'any tant als Premis Oscar de 1981 com als Globus d'Or del mateix any.
Un èxit comercial als Estats Units, va arribar al capdamunt de les llistes Billboard Hot 100 i Hot Adult Contemporary l'octubre de 1981, mantenint-se al capdavant de l'Hot 100 durant tres setmanes consecutives. La cançó va encapçalar la llista de VG-lista a Noruega i va ser un dels deu millors èxits a diversos altres països.
La cançó va ocupar el lloc número 79 entre l'enquesta 100 anys... 100 cançons de l'AFI el 2004.

## Rerefons
La cançó va ser escrita en col·laboració entre Cross, el compositor de música pop Burt Bacharach i la parella d'escriptura freqüent de Bacharach la seva esposa llavors, Carole Bayer Sager. Un quart crèdit va ser per a l'exmarit de Minnelli, el compositor australià Peter Allen, un col·laborador freqüent de Bayer Sager. La línia del cor "When you get caught between the moon and New York City" va ser extreta d'una cançó inèdita escrita per Allen i Bayer Sager. Allen va inventar la línia mentre el seu avió estava en espera durant una arribada nocturna a l'aeroport internacional John F. Kennedy.

## Alliberament
La cançó "Minstrel Gigolo" va servir com a cara B del disc, després d'haver donat suport al senzill de debut de Cross, "Ride Like the Wind".
Cross va incloure "Arthur's Theme (Best That You Can Do)" com a pista extra exclusiva de les versions de casset i CD del seu àlbum de 1983 Another Page.

## Vídeo musical
El vídeo musical consta de dos actes, que s'editen junts en esvaïments. En un, Christopher Cross interpreta la cançó amb músics en un estudi de gravació, i l'altre és la història que il·lustra la cançó.

## Personal
- Christopher Cross – veu principal i de suport, guitarra
- Michael Omartian - teclats, sintetitzadors, arranjaments de cordes
- Michael Boddicker – programació de sintetitzadors
- Steve Lukather - guitarra
- Marty Walsh - guitarra
- David Hungate – baix
- Jeff Porcaro – bateria
- Paulinho da Costa – percussió
- Ernie Watts - saxo

## Gràfics i certificacions
| Llista (1991–1992)                       | Millor posició |
| ---------------------------------------- | -------------- |
| Austràlia (Kent Music Report)            | 13             |
| Canadà Adult Contemporary (RPM)          | 1              |
| Canadà Top Singles (RPM)                 | 2              |
| Espanya (AFYVE)                          | 14             |
| Irlanda (IRMA)                           | 7              |
| Itàlia (FIMI)                            | 5              |
| Noruega (VG-lista)                       | 1              |
| Nova Zelanda (Recorded Music NZ)         | 10             |
| Sud-àfrica (Springbok SA Top 20)         | 7              |
| Suïssa (Swiss Hitparade)                 | 6              |
| UK Singles (The Official Charts Company) | 7              |
| US Adult Contemporary (Billboard)        | 1              |
| US Billboard Hot 100                     | 1              |
| US Mainstream Rock (Billboard)           | 13             |

| Llista (1981)                                  | Posició |
| ---------------------------------------------- | ------- |
| Itàlia (FIMI)                                  | 19      |
| Top Senzills Pop dels Estats Units (Billboard) | 64      |
| Llista (1982)                                  | Posició |
| Top Senzills Pop dels Estats Units (Billboard) | 98      |

| Gràfic (1958-2018)   | Posició |
| -------------------- | ------- |
| US Billboard Hot 100 | 246     |

| País                | Certificació | Vendes      |
| ------------------- | ------------ | ----------- |
| Estats Units (RIAA) | Or           | 1.000.000 + |